# Vic-le-Comte
Vic-le-Comte è un comune francese di 4 840 abitanti situato nel dipartimento del Puy-de-Dôme nella regione dell'Alvernia-Rodano-Alpi.

## Società

### Evoluzione demografica
Abitanti censiti